# Waltheria lundelliana
Waltheria lundelliana är en malvaväxtart som beskrevs av J.G. Saunders. Waltheria lundelliana ingår i släktet Waltheria och familjen malvaväxter. Inga underarter finns listade i Catalogue of Life.